# Talapar Conservation Park
Talapar Conservation Park är en park i Australien. Den ligger i delstaten South Australia, omkring 260 kilometer sydost om delstatshuvudstaden Adelaide.
Trakten runt Talapar Conservation Park är nära nog obefolkad, med mindre än två invånare per kvadratkilometer.. 
Trakten runt Talapar Conservation Park består till största delen av jordbruksmark. Genomsnittlig årsnederbörd är 648 millimeter. Den regnigaste månaden är juli, med i genomsnitt 115 mm nederbörd, och den torraste är december, med 13 mm nederbörd.